# لمبر
لمبر هي قرية في مقاطعة مشكين شهر، إيران. يقدر عدد سكانها بـ 501 نسمة بحسب إحصاء 2016.